# راینیشه پست

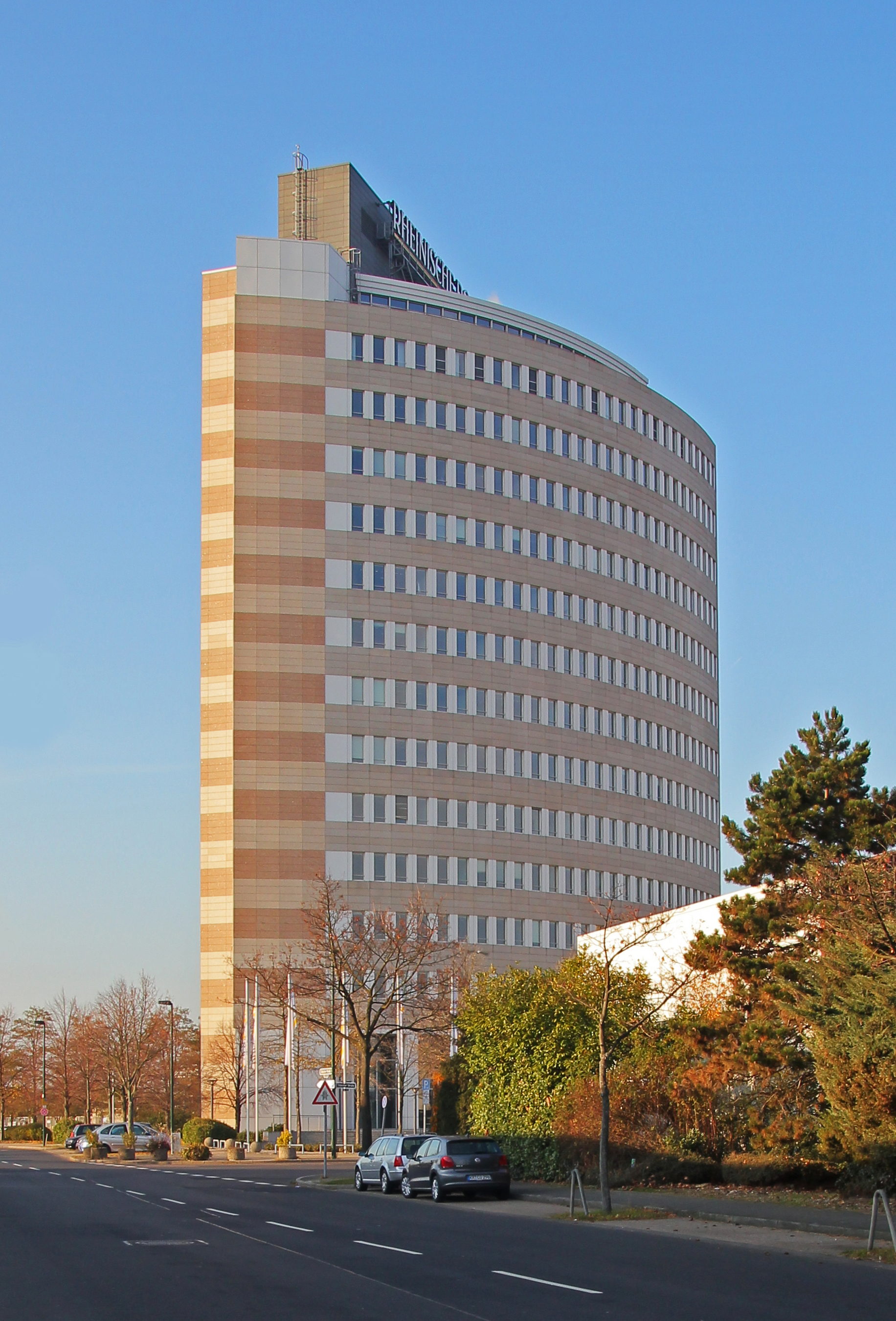
نمایی از دفتر مرکزی روزنامه راینیشه پست در شهر دوسلدورف - ۲۰۱۱

راینیشه پُست (به آلمانی: Rheinische Post) روزنامه‌ای آلمانی‌زبان با بیش از ۴۰۰ هزار شمارگان روزانه است. دفتر مرکزی روزنامه راینیشه پست در شهر دوسلدورف قرار دارد. این روزنامه، پرخواننده‌ترین روزنامه در ایالت نوردراین-وستفالن است.